# Trachea lucipara
Trachea lucipara är en fjärilsart som beskrevs av Alfred Ernest Wileman och Reginald James West 1929.
Trachea lucipara ingår i släktet Trachea och familjen nattflyn. Inga underarter finns listade i Catalogue of Life.